# Età delle esplorazioni scientifiche

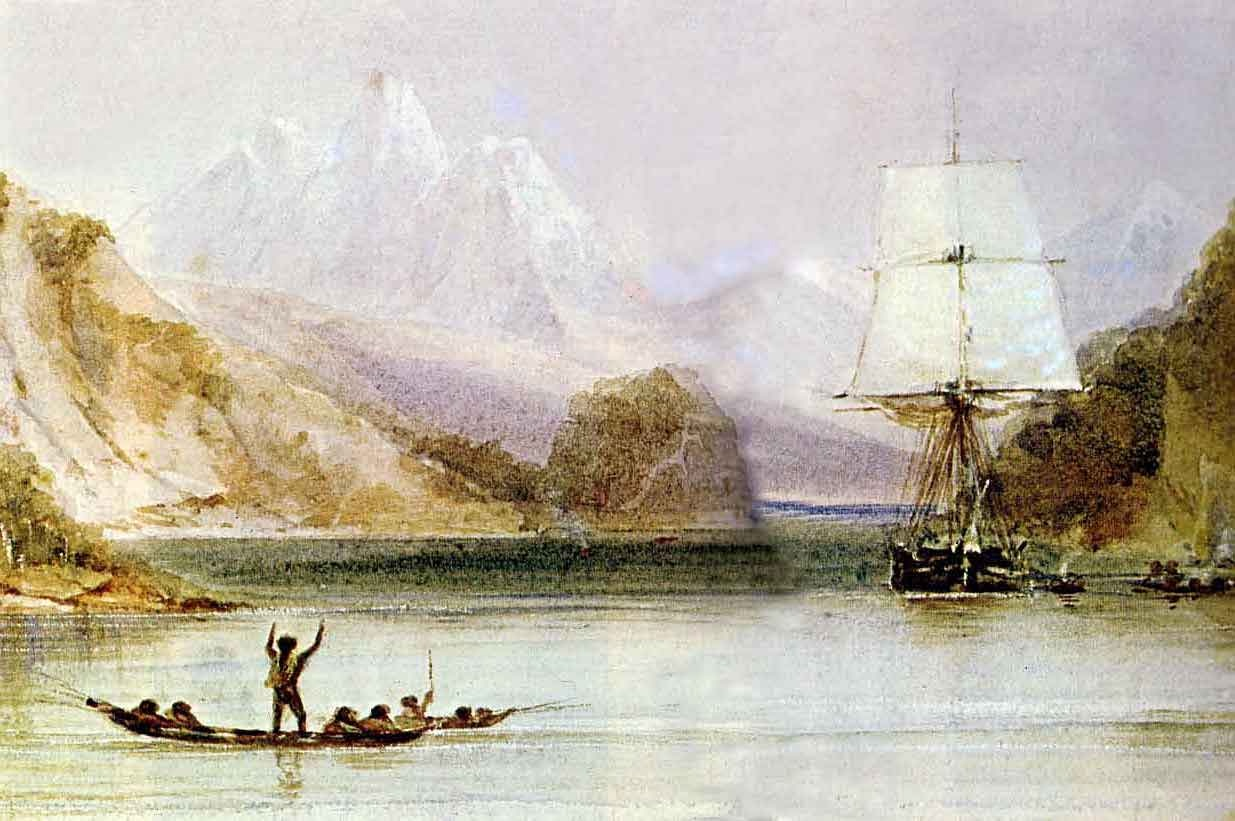
La HMS Beagle salutata dagli indigeni durante l'esplorazione della Terra del Fuoco. Dipinto di Conrad Martens.

L'età delle esplorazioni scientifiche seguì l'età delle scoperte e fu ispirata da una nuova fiducia nella scienza e nella ragione che sorse nell'età dell'Illuminismo. Le spedizioni marittime nell'era delle scoperte erano un mezzo per espandere gli imperi coloniali, stabilire nuove rotte commerciali ed estendere le relazioni diplomatiche e commerciali a nuovi territori, ma con l'Illuminismo la curiosità scientifica divenne un nuovo motivo di esplorazione da aggiungere alle ambizioni commerciali e politiche del passato.

## Storia

### Esplorazioni nell'età delle scoperte
Dall'inizio del XV secolo all'inizio del XVII secolo l'età delle scoperte aveva, attraverso marinai spagnoli e portoghesi, aperto agli occhi europei l'Africa meridionale, le Americhe (Nuovo Mondo), l'Asia e l'Oceania:
- Bartolomeo Dias aveva navigato intorno al Capo di Buona Speranza alla ricerca di una rotta commerciale per l'India;
- Cristoforo Colombo, in quattro viaggi attraverso l'Atlantico, aveva preparato la via alla colonizzazione europea del Nuovo Mondo;
- Ferdinando Magellano aveva comandato la prima spedizione a navigare attraverso gli oceani Atlantico e Pacifico per raggiungere le Isole Molucche ed è stata continuata da Juan Sebastián Elcano, completando la prima circumnavigazione della Terra.

Durante il XVII secolo l'egemonia navale iniziò a spostarsi dai portoghesi e spagnoli agli olandesi e poi agli inglesi e ai francesi. La nuova era dell'esplorazione scientifica iniziò alla fine del XVII secolo quando gli scienziati, e in particolare gli storici naturali, fondarono società scientifiche che pubblicavano le loro ricerche su riviste specializzate. La British Royal Society fu fondata nel 1660 e incoraggiò il rigore scientifico dell'empirismo con i suoi principi di attenta osservazione e deduzione. Le attività dei primi membri della Royal Society servirono da modello per le successive esplorazioni marittime. Hans Sloane (1650–1753) fu eletto membro nel 1685 e viaggiò in Giamaica dal 1687 al 1689 come medico del duca di Albemarle (1653–1688), già governatore della Giamaica. In Giamaica, Sloane raccolse numerosi esemplari che furono accuratamente descritti e illustrati in un resoconto pubblicato del suo soggiorno. Sloane lasciò in eredità la sua vasta collezione di "curiosità" di storia naturale e la biblioteca di oltre 50 000 volumi rilegati alla nazione, spingendo l'istituzione nel 1753 del British Museum. I suoi viaggi lo resero anche un uomo estremamente ricco poiché brevettò una ricetta che combinava il latte con il frutto di Theobroma cacao (cacao) che vedeva crescere in Giamaica, per produrre cioccolato al latte. Libri di illustri personaggi intellettualmente influenti come Jean Jacques Rousseau, il direttore del Museo di Storia Naturale di Parigi Comte de Buffon, e scienziati-viaggiatori come Joseph Banks e Charles Darwin, insieme ai romantici e spesso fantasiosi diari di viaggio di intrepidi esploratori, aumentarono il desiderio dei governi europei e del pubblico in generale per informazioni accurate sulle terre lontane appena scoperte.
Una delle prime spedizioni francesi sulle coste dell'Africa, del Sud America e attraverso lo Stretto di Magellano fu fatta da uno squadrone di navi da guerra francesi sotto il comando di M. de Gennes nel 1695-1697. Il giovane esploratore, ingegnere e idrografo francese François Froger descrisse questa spedizione nel suo A Relation of a Voyage (1699).

### Esplorazioni scientifiche

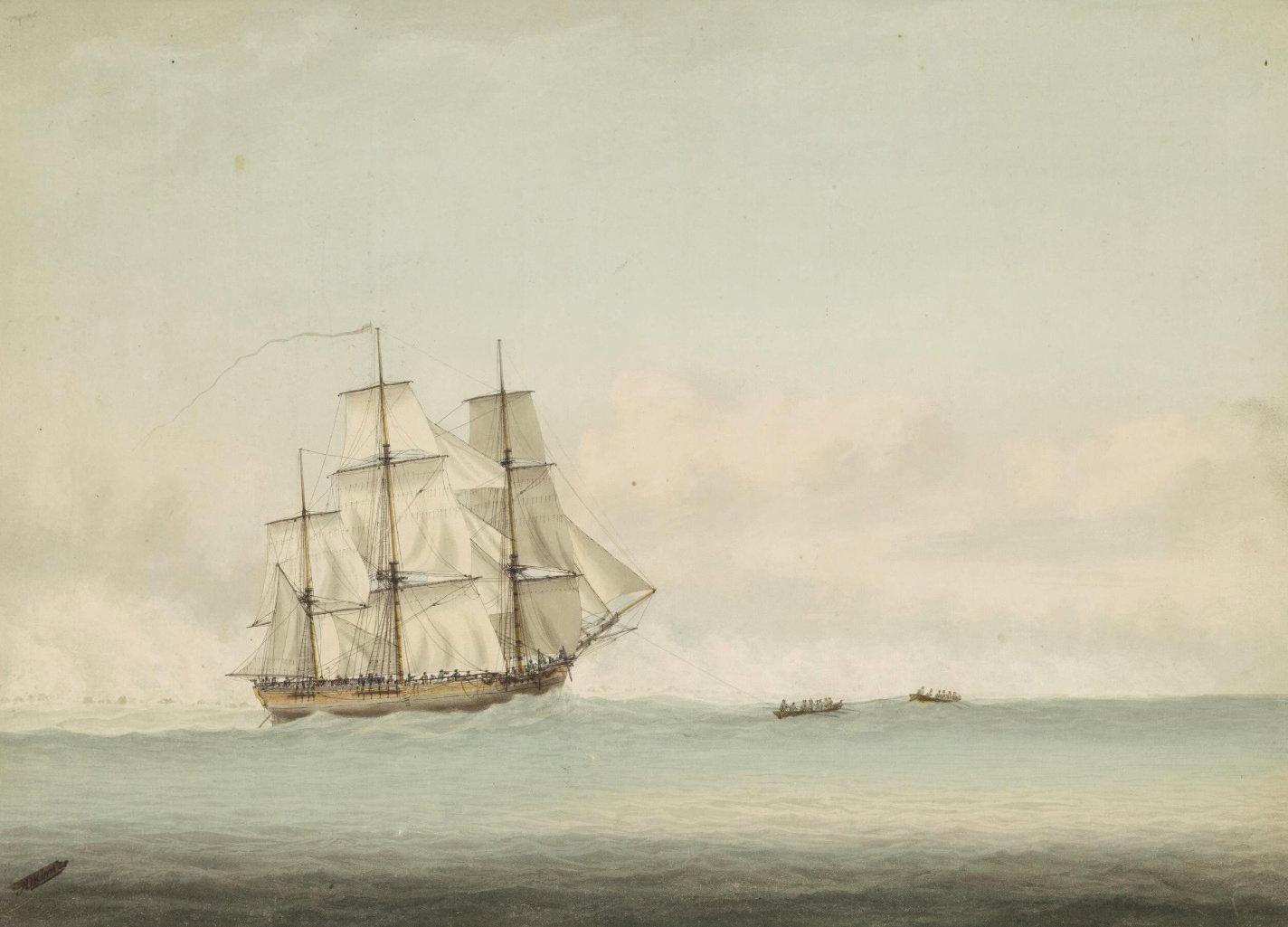
HMS Endeavour. Le imbarcazioni utilizzate erano spesso navi militari riadattate a missioni scientifiche.

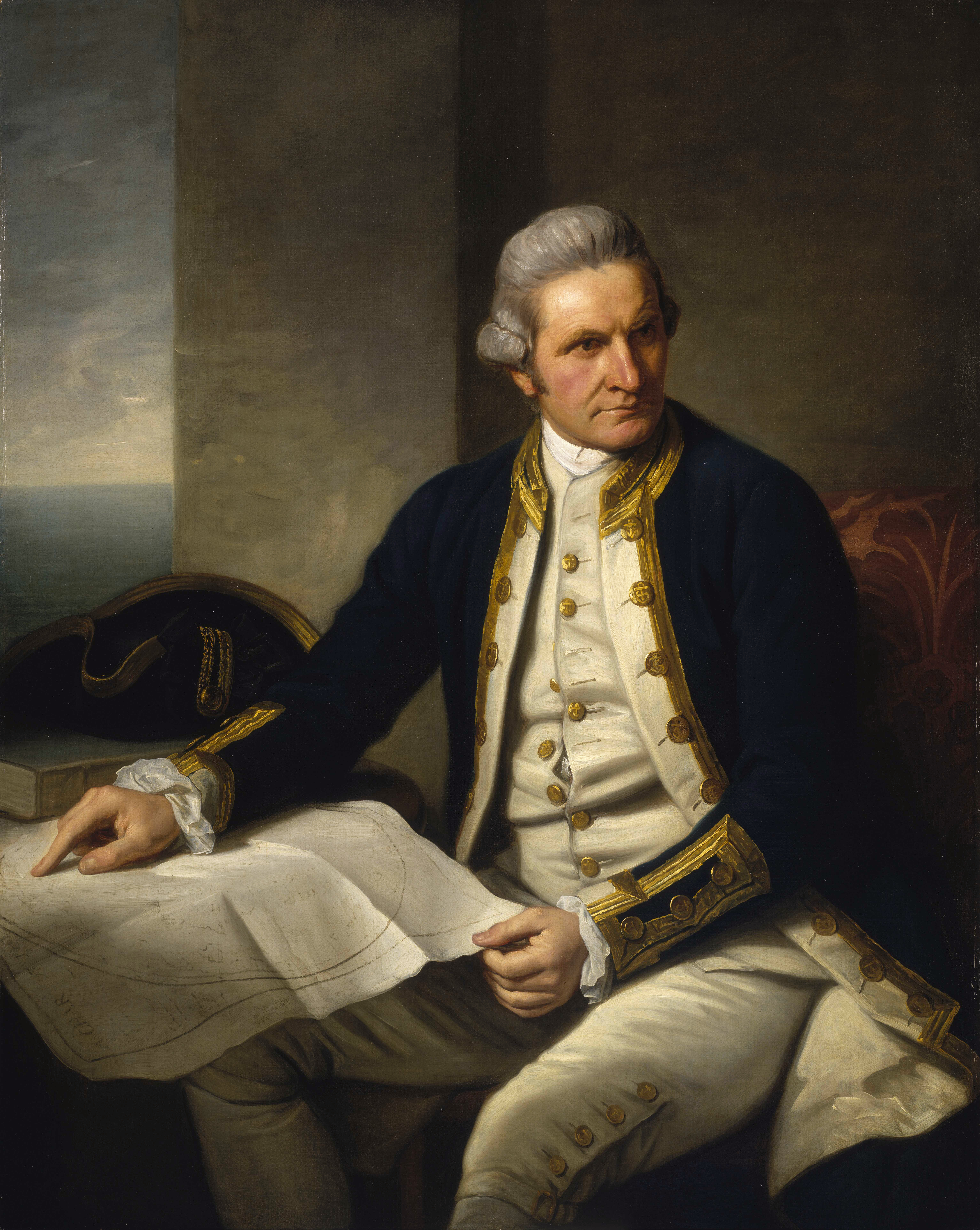
James Cook effettuò tre viaggi alla scoperta della Terra Australis Incognita e dell'Antartide.

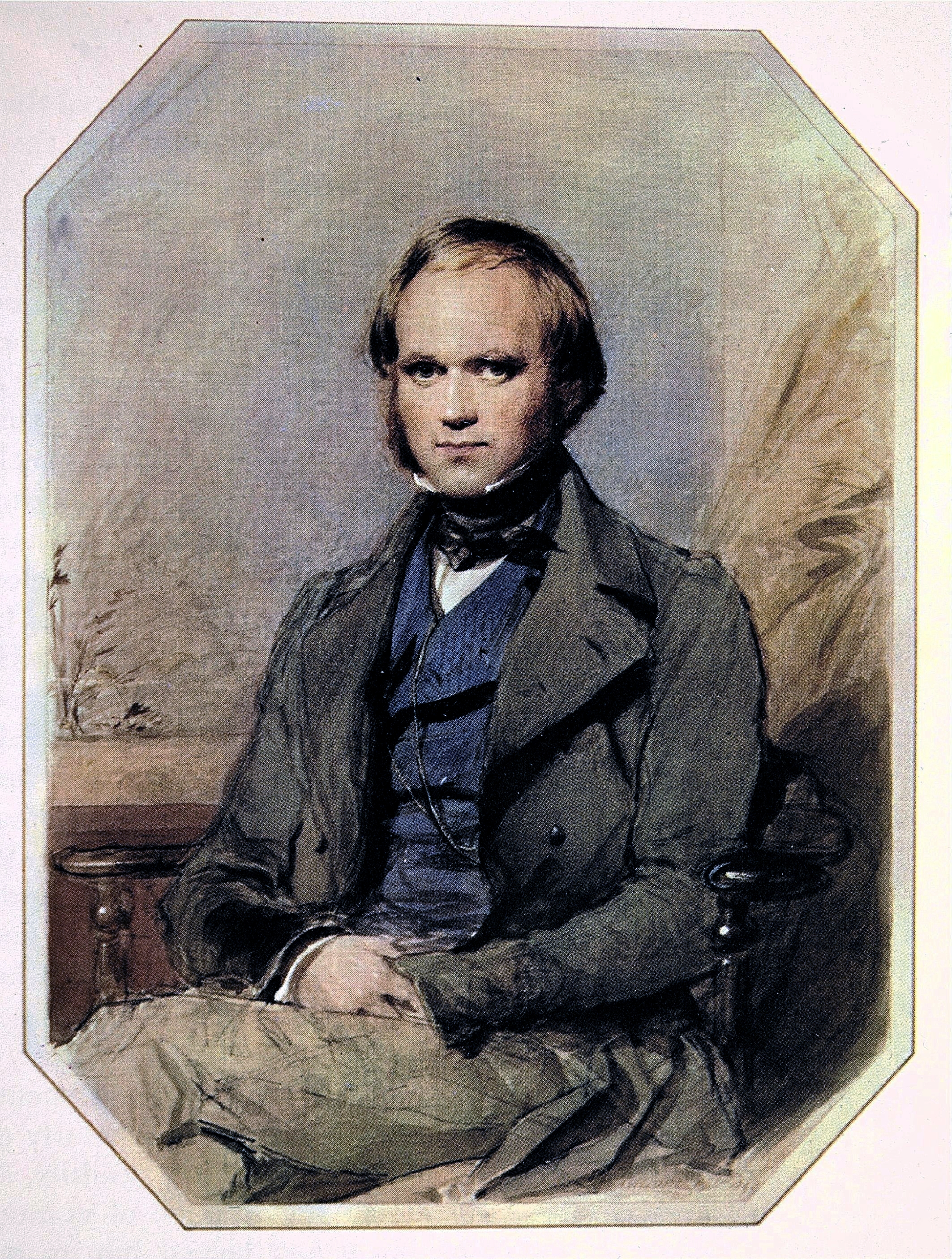
Il viaggio di Charles Darwin permise si sviluppare la futura Teoria dell'evoluzione.

Nel XVIII secolo l'esplorazione marittima era diventata più sicura ed efficiente con innovazioni tecniche che miglioravano notevolmente la navigazione e la cartografia: furono apportati miglioramenti al teodolite, all'ottante, agli orologi di precisione, nonché alla bussola, al telescopio e alle tecniche generali di costruzione navale.
Dalla metà del XVIII secolo fino al XIX secolo le missioni scientifiche mapparono le regioni appena scoperte, riportarono in Europa la fauna e la flora appena scoperte, fecero osservazioni idrologiche, astronomiche e meteorologiche e migliorarono i metodi di navigazione. Ciò stimolò grandi progressi nelle discipline scientifiche di storia naturale, botanica, zoologia, ittiologia, conchologia, tassonomia, medicina, geografia, geologia, mineralogia, idrologia, oceanografia, fisica, meteorologia, ecc. - tutte cose che contribuironoal senso di "miglioramento" e "progresso" che caratterizzò l'Illuminismo.
Spesso queste missioni hanno riunito ricercatori diversi di diversa provenienza etnica e regionale, creando così una "cultura transnazionale delle competenze". Gli artisti venivano usati per immortalare paesaggi e popolazioni indigene, mentre gli illustratori di storia naturale catturavano l'aspetto degli organismi prima che si deteriorassero dopo la raccolta. In questo periodo furono prodotte alcune delle migliori illustrazioni di storia naturale del mondo e gli illustratori si evolsero da dilettanti a professionisti pienamente formati, consapevoli della necessità di accuratezza scientifica.
Entro la metà del 19º secolo tutte le maggiori masse continentali del mondo, e la maggior parte di quelle minori, erano state scoperte dagli europei e le loro coste tracciate. Ciò segnò la fine di questa fase della scienza poiché la spedizione Challenger del 1872-1876 iniziò ad esplorare i mari profondi oltre una profondità di 20 o 30 metri. Nonostante la crescente comunità di scienziati, per quasi 200 anni la scienza è stata appannaggio di facoltosi dilettanti, classi medie istruite e religiosi.
All'inizio del XVIII secolo la maggior parte dei viaggi furono organizzati e finanziati privatamente, ma nella seconda metà del secolo queste spedizioni scientifiche, come i tre viaggi nel Pacifico di James Cook sotto gli auspici dell'Ammiragliato britannico, furono incentivate dal governo. Alla fine del XIX secolo, quando questa fase della scienza stava volgendo al termine, divenne possibile guadagnarsi da vivere come scienziato professionista sebbene la fotografia iniziasse a sostituire gli illustratori. Il veliero esplorativo si era gradualmente evoluto nelle moderne navi da ricerca. D'ora in poi le ricerche marittime nelle nuove colonie europee in America, Africa, Australia, India e altrove, saranno svolte da ricercatori all'interno degli stessi territori occupati.

### Trasmissione del sapere
Le conoscenze acquisite venivano diffuse e condivise con il mondo della scienza attraverso diverse modalità. Un esempio è l'opera A Manual of Scientific Enquiry: prepared for the use of Her Majesty's Navy and adapted for travellers in general di John Herschel: questo manuale ha avuto una grande importanza nel promuovere l'idea che la scienza dovesse essere praticata in modo rigoroso, ma anche che fosse accessibile a chiunque fosse disposto a studiare e raccogliere dati in modo sistematico. La guida di Herschel e degli altri contributori formò una base per le future generazioni di scienziati e naturalisti, incluso Charles Darwin, il quale trasse ispirazione da tali approcci durante il suo viaggio sul HMS Beagle. L'opera è un esempio per comprendere le pratiche scientifiche del XIX secolo e il modo in cui le conoscenze venivano trasmesse a una generazione di scienziati ed esploratori.

## Cronologia
Segue una lista delle principali missioni scientifiche effettuate nel periodo: 
- Spedizione geodetica francese (1735–1739)
- HMS Dolphin (1764–1766)
- HMS Dolphin e HMS Swallow (1766–1768)
- HMS Niger
- La Boudeuse e l'Étoile (1766–1769)
- HMS Endeavour (1768–1771)
- Isle de France e Le Nécessaire (1771–72)
- Sir Lawrence (1772)
- HMS Resolution e HMS Adventure (1772–1775)
- La Fortune e Le Gros-Ventre (1771–72)
- HMS Racehorse e HMS Carcass (1773)
- Le Roland e L'Oiseau (1773–74)
- HMS Resolution e HMS Discovery (1776–1780)
- La Boussole e L'Astrolabe (1785–1788)
- Slava Rossii (1785–1794)
- Descubierta e Atrevida (1789–1794)
- Le Solide (1790–1792)
- La Recherche e L'Espérance (1791–1794)
- HMS Providence e HMS Assistant (1791–1793)
- HMS Discovery and HMS Chatham (1791–1795)
- Flotta del Mar Nero (1797-1798)
- Le Géographe e Naturaliste (1800-1804)
- HMS Investigator (1801-1803)
- Nadezhda e Neva (1803-1806)
- Rurik (1815-1818)
- Uranie e Physicienne (1817-1820)
- Le Rhône e de La Durance (1819-1821)
- Le Coquille (1822-1825)
- Predpriyatiye (1823-1826)
- HMS Blonde (1824-1826)
- Le Thétis and L'Espérance (1824-1826)
- HMS Blossom (1825-1828)
- HMS Adventure e HMS Beagle (1825–1830)
- L'Astrolabe (1826–1829)
- Senyavin e Moller (1826–1829)
- La Chevrette (1827–1828)
- Ms. Korvet Triton (1828)
- La Cybèle (1829)
- La Favorite (1829-1832)
- HMS Beagle (1831–1836)
- HMS Hyacinth (1833)
- La Recherche (18351836)
- Vénus (1836–1839)
- La Bonite (1836–1837)
- HMS Sulphur (1836–1842)
- L'Astrolabe e La Zélée (1837–1840)
- HMS Beagle (1837–1843)
- Spedizione di Wilkes (1838–1842)
- HMS Erebus e HMS Terror (1839–1843)
- La Favorite (1841–1844)
- Spedizione perduta di Franklin (1845)
- HMS Fly (1842–1846)
- HDMS Galathea (1845–1847)
- HMS Rattlesnake e HMS Bramble (1846–1850)
- Capricieuse (1851–1854)
- Eugenie (1851–1853)
- HMS Herald (1852–1863)
- USS Vincennes and USS Porpoise (1853–1855)
- SMS Novara (1857–1859)
- Magenta (1865–1868)
- HMS Curacoa (1865)
- HMS Lightning e HMS Porcupine (18681869–1870)
- Spedizione Challenger (1872-1876)
- HMS Alert e HMS Discovery (1875-1876)
- USRC Thomas Corwin (1881)
- La Romanche (1882-1883)
- Vettor Pisani (1882-1885)
- USS Albatross (1886-1896)
- Lila e Mattie (1897-1898)
- Spedizione belga in Antartide (1897-1898)
- Valdivia (1898-1899)

## Protagonisti
Una lista dei protagonisti delle missioni scientifiche, divisi per ruolo avuto nelle rispettive spedizioni:
- Comandanti: Louis de Freycinet, Louis-Isidore Duperrey, James Cook, Matthew Flinders, Robert FitzRoy, Charles Wilkes, James Clark Ross, Francis Crozier, Francis Price Blackwood, Francis Leopold McClintock, Vittorio Arminjon, George Nares, Adrien de Gerlache, Roald Amundsen;
- Naturalisti: Joseph Paul Gaimard, Jean René Constant Quoy, Philibert Commerçon, Jeanne Baré, Charles Darwin, Pierre Sonnerat, Daniel Carlsson Solander, Jean-Guillaume Bruguière, Archibald Menzies, François Péron, Jean-Baptiste Bory de Saint-Vincent, André Michaux, Georg Heinrich von Langsdorff, Adelbert von Chamisso, Louis Choris, Johann Friedrich von Eschscholtz, René Primevère Lesson, Prosper Garnot, Andrew Bloxam, Joseph Paul Gaimard, Jean René Constant Quoy, Heinrich von Kittlitz, Auguste Adolphe Marc Reynaud, Joseph Fortuné Théodore Eydoux, Louis François Auguste Souleyet, Joseph Paul Gaimard, Jacques Bernard Hombron, Honoré Jacquinot, Titian Ramsay Peale, James Dwight Dana, Joseph Dalton Hooker, John Robertson, Johannes Theodor Reinhardt, William Stimpson, Ferdinand von Hochstetter, Georg von Frauenfeld, George Charles Wallich, Filippo De Filippi, Enrico Giglioli, Charles Wyville Thomson, Edward William Nelson, John Muir, Charles Haskins Townsend;
- Botanici: Joseph de Jussieu, Charles Gaudichaud-Beaupré, Joseph Banks, George Samuel Perrottet, René Primevère Lesson, Émile Bescherelle, Adrien René Franchet, Emil Racoviţă;
- Astronomi: Charles Marie de La Condamine, Pierre Bouguer, Joseph Lepaute Dagelet;
- Idrografi: Victor Charles Lottin;
- Cartografi: Charles-Pierre Boullanger, Charles Routier de Romainville;
- Fisici: Heinrich Lenz;
- Geografi: Pierre Faure;
- Mineralogisti: Louis Depuch, Joseph Charles Bailly;
- Zoologi: Gaspard Auguste Brullé;
- Geologi: Pierre Théodore Virlet D'Aoust, Henryk Arctowski;
- Oceanografi: John Murray, Henryk Arctowski;
- Ornitologi: Émile Oustalet;
- Meteorologi: Henryk Arctowski;
- Antropologi: Frederick Cook;
- Artisti/Illustratori: Charles Alexandre Lesueur, Jacques Arago.